# Love & Peace
Love & Peace – album amerykańskiego muzyka Raya Charlesa, wydany w 1978 roku. Nagrany został po ponownym nawiązaniu przez Charlesa współpracy z wytwórnią Atlantic. Płyta spotkała się z nieprzechylnymi opiniami krytyków. Zarzucali oni muzykowi m.in. to, że wykorzystuje swe możliwości wokalne na zaledwie 25%, a piosenki są nudne i źle zaaranżowane.

## Lista utworów
1. „You 20th Century Fox”
2. „Take off That Dress”
3. „She Knows”
4. „Riding Thumb”
5. „We Had It All”
6. „No Achievement Showing”
7. „A Peace That We Never Before Could Emjoy”
8. „Is There Anyone Out There?”
9. „Give the Poor Man a Break”